# Бобрівка (притока Тетерева)
Бо́брівка — річка в Україні, в Житомирському та Пулинському районах Житомирської області, ліва притока Тетерева. 
Довжина становить 12,5 кілометрів. Бере початок на околицях села Тартачок Пулинського району, далі протікає через територію Житомирського району і впадає у річку Тетерів.

## Притоки
- Мала Бобрівка (права).

## Галерея

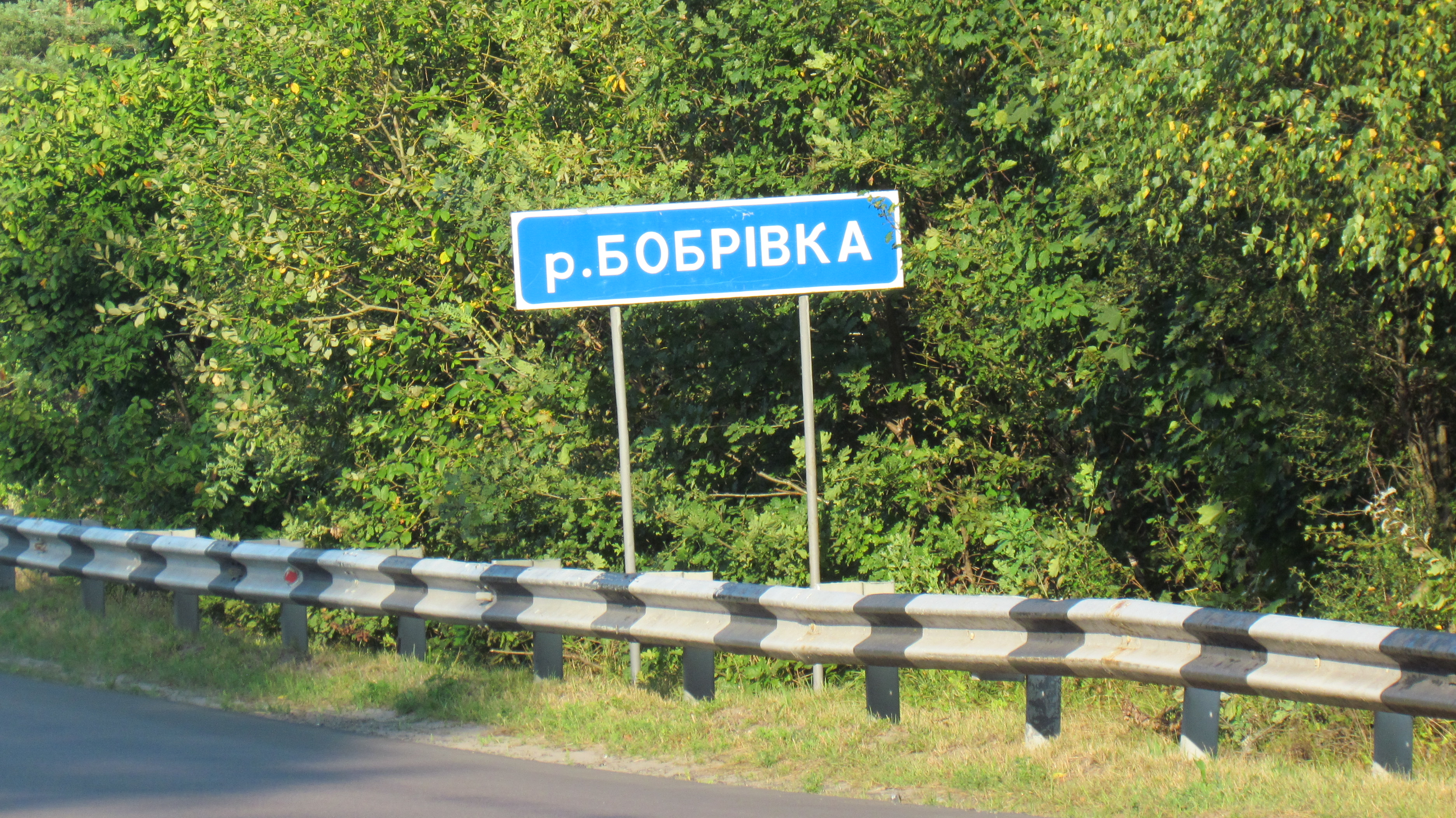
Вказівник на трасі Н03 (Житомир - Чернівці)
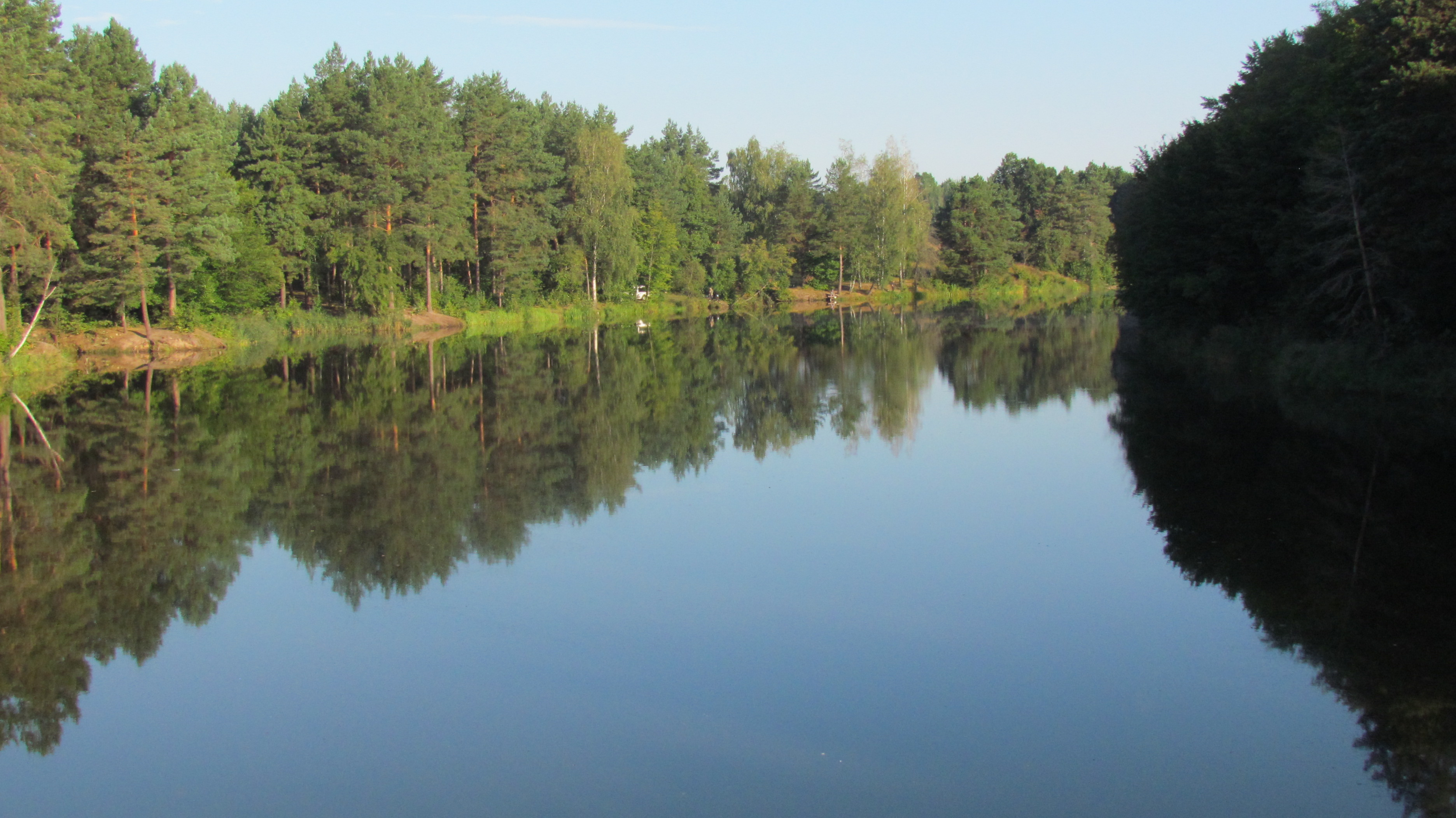
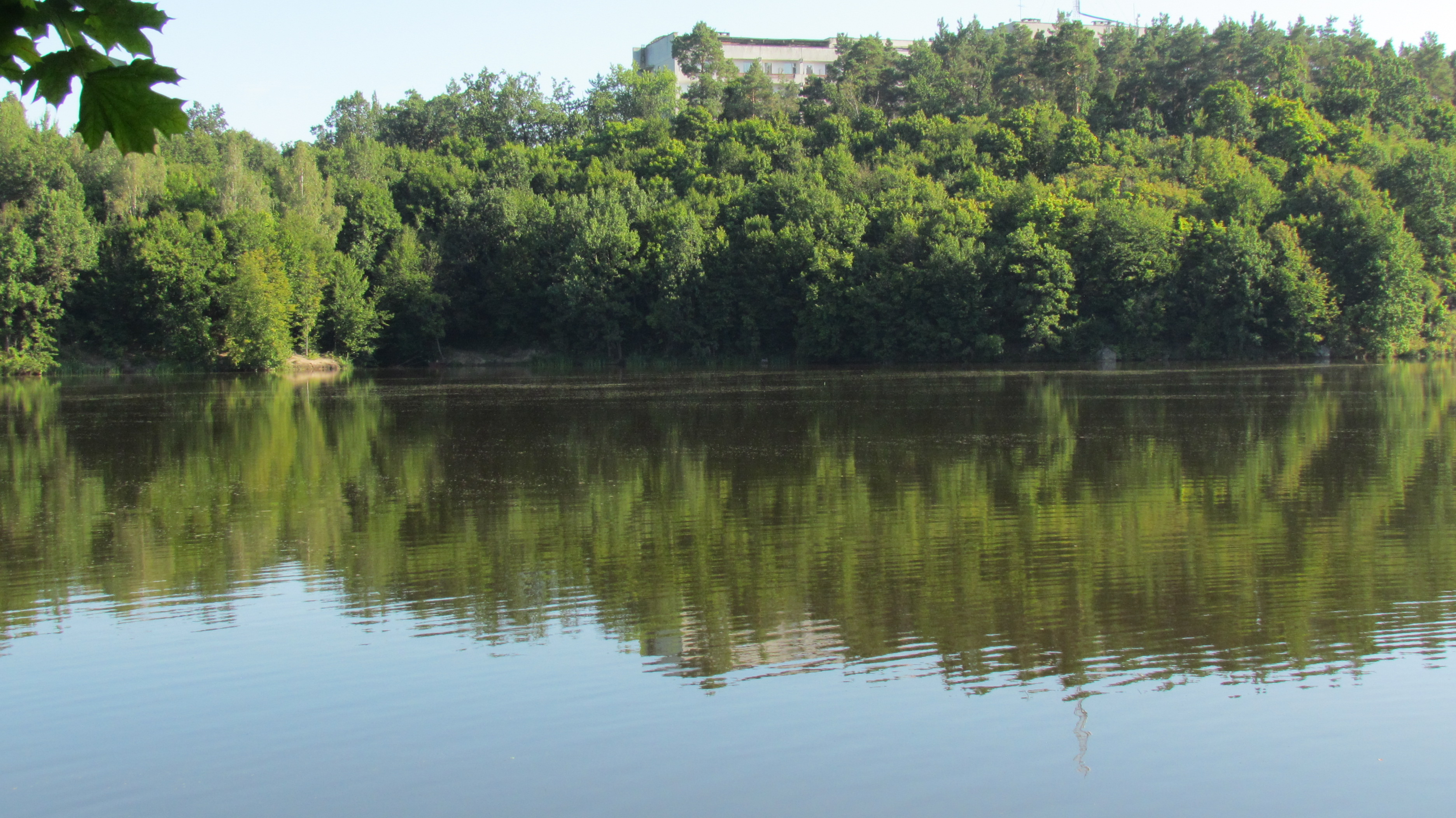
Річка Бобрівка в районі села Тригір'я
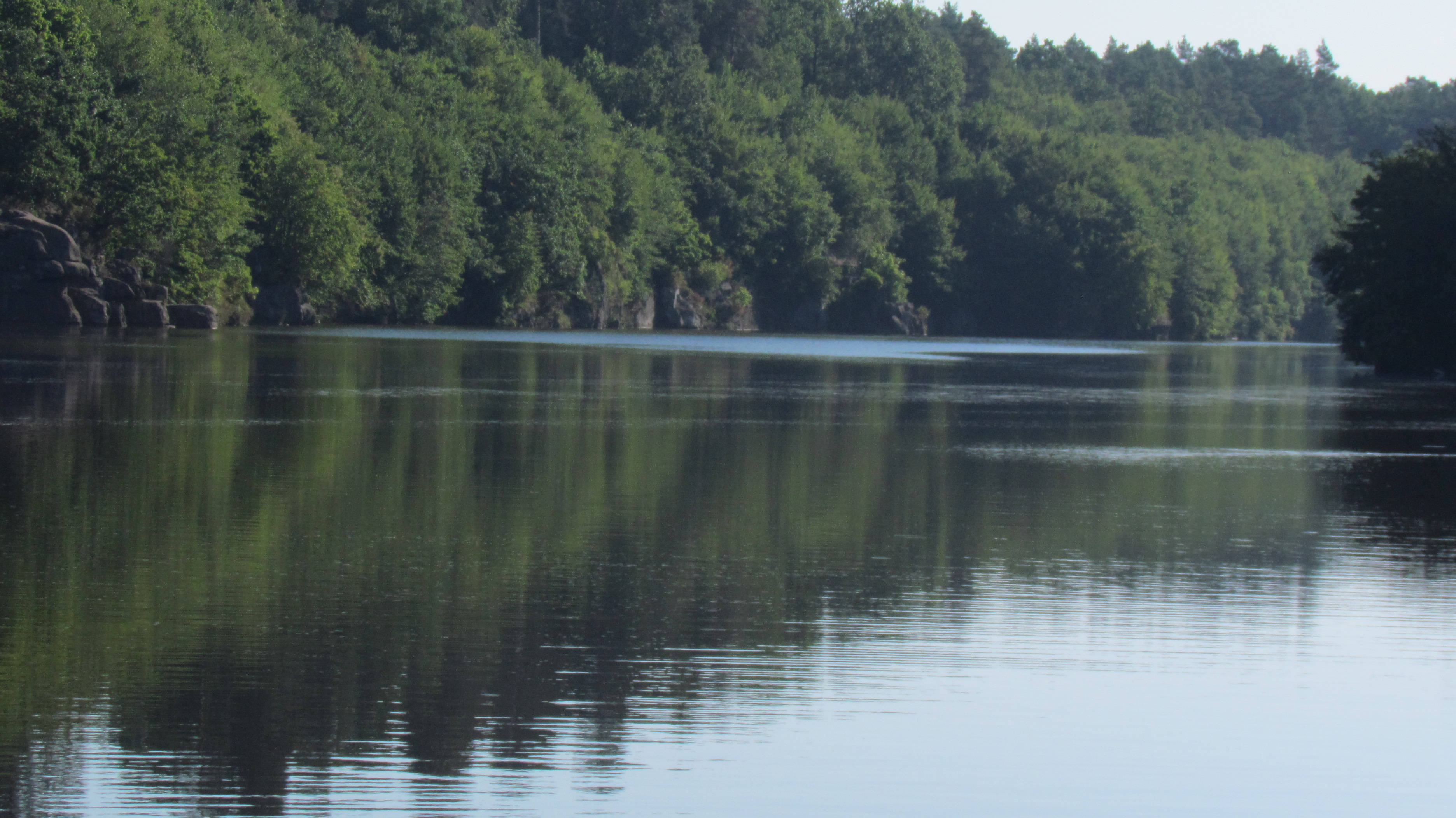
Бобрівка в районі Тригір'я